# Scottish Wildlife Trust
Le Scottish Wildlife Trust (SWT) est une association vouée à la préservation de l'environnement naturel de l'Écosse.

## Description
Le Scottish Wildlife Trust a plus de 32 800 membres. Il a acquis sa première réserve en 1996, et en possède aujourd'hui plus de 120 à travers l'Écosse avec des offices de tourisme à Loch of the Lowes (Perth and Kinross), Montrose Basin (Angus) et aux Falls of Clyde (South Lanarkshire). En plus de pourvoir un cadre de vie favorable pour la vie sauvage, il permet aux visiteurs de pouvoir profiter de cette biodiversité. L'organisation fait également pression pour que la législation aille dans le sens de la préservation de la vie sauvage.
Le Scottish Wildlife Trust poursuit un projet de réintroduction du Castor d'Europe en Écosse.

## Principales réserves
- Bemersyde Moss
- Handa Island
- Falls of Clyde
- Montrose Basin
- Loch Fleet
- Loch of the Lowes
- Pease Dean, Scottish Borders